# Nejc Berlisk
Nejc Berlisk (* 4. Mai 1989 in Jesenice, SR Slowenien) ist ein slowenischer Eishockeyspieler, der seit 2011 beim HK Jesenice in der Österreichischen Eishockey-Liga unter Vertrag steht.   

## Karriere
Nejc Berlisk begann seine Karriere als Eishockeyspieler in der Jugend des HK Jesenice, in der er bis 2008 aktiv war. Sein Profidebüt in der Slowenischen Eishockeyliga gab er jedoch bereits während der Saison 2005/06 für den HK Kranjska Gora. Nachdem der Verteidiger in der Saison 2007/08 erstmals Slowenischer Meister mit Jesenice wurde, wechselte er im Sommer 2008 zu HDD Olimpija Ljubljana, für das er in den folgenden drei Jahren in der Österreichischen Eishockey-Liga und der Slowenischen Eishockeyliga auf dem Eis stand.
Zur Saison 2011/12 kehrte Berlisk zum HK Jesenice zurück.  

### International
Für Slowenien nahm Berlisk im Juniorenbereich an der U18-Junioren-B-Weltmeisterschaft 2007 sowie den U20-Junioren-B-Weltmeisterschaften 2008 und 2009 teil. 

## Erfolge und Auszeichnungen
- 2008 Slowenischer Meister mit dem HK Jesenice

## ÖEHL-Statistik
(Stand: Ende der Saison 2011/12)